# نوربرت فارغا
نوربرت فارغا (بالرومانية: Norbert Varga)‏ هو لاعب كرة قدم روماني في مركز الدفاع، ولد في 26 مارس 1980 في أراد في رومانيا. لعب مع ستيودينتيسك بوخارست وفيسوا كراكوف ونادي بكسكابا 1912 إلوره ويو تي أي أراد.